# Steven Thicot
Steven Thicot (Montreuil, Francia, 14 de febrero de 1987), futbolista francés. Juega de defensa y se encuentra sin equipo.

## Selección nacional
Ha sido internacional con la selección de fútbol sub-17 de Francia.[cita requerida]

## Clubes
| Club                   | País           | Año         |
| ---------------------- | -------------- | ----------- |
| FC Nantes              | Francia        | 2005-2006   |
| CS Sedan               | Francia        | 2006-2007   |
| FC Nantes              | Francia        | 2007-2008   |
| Hibernian FC           | Escocia        | 2008-2011   |
| Naval 1º de Maio       | Portugal       | 2012 - 2013 |
| Dinamo Bucureşti       | Rumanía        | 2013 - 2014 |
| Belenenses             | Portugal       | 2014 - 2015 |
| C. D. Tondela          | Portugal       | 2015 - 2016 |
| AE Larisa              | Grecia         | 2016 - 2017 |
| Melaka United FC       | Malasia        | 2018        |
| Charlotte Independence | Estados Unidos | 2019        |
| FK Kauno Žalgiris      | Lituania       | 2020-2021   |